# Żanna Prochorienko
Żanneta „Żanna” Trofimowna Prochorienko (ros. Жаннета „Жанна” Трофимовна Прохоренко; ur. 11 maja 1940 w Połtawie, zm. 1 sierpnia 2011 w Moskwie) – radziecka i rosyjska aktorka filmowa.
Znana głównie z roli Szury w filmie Grigorija Czuchraja Ballada o żołnierzu, w którym zagrała wraz z Władimirem Iwaszowem w 1959 roku.

## Życiorys
Prochorienko urodziła się w Połtawie na Ukrainie. Dorastała w centralnej części Ukrainy, potem przeprowadziła się wraz z rodziną do Leningradu. Jest absolwentką Wszechrosyjskiego Państwowego Instytutu Kinematografii im. Siergieja Appolinariewicza Gierasimowa w 1964 roku. W 1988 roku otrzymała tytuł Ludowego Artysty ZSRR.
Prochorienko była dwukrotnie zamężna. Jej pierwszym mężem był reżyser filmowy Jewgienij Wasiljew, z którym miała córkę – aktorkę Jekatierinę Wasiljewą (matkę rosyjskiej aktorki Mariany Spiwak).
Prochorienko zmarła 1 sierpnia 2011 roku w Moskwie w wieku 71 lat. Została pochowana na cmentarzu Chowańskim.

## Wybrana filmografia
- 1959: Ballada o żołnierzu – jako Szura
- 1961: A jeśli to miłość? – jako Ksenia
- 1965: Oni szli na Wschód – jako Katia
- 1968: Miłość Serafima Frołowa – jako Maria, uchodźczyni z Białorusi
- 1972: Kropka, kropka, przecinek – jako matka Aleksieja
- 1973: Kalina czerwona – jako śledczy
- 1973: Syberyjski dziadek – jako Nastia
- 1973: Drzwi bez zamka – jako Dasza Sycziowa, żona kapitana
- 1974: Sokołowo – jako siostra wieśniaka
- 1975: Od świtu do świtu – jako Nadieżda Rożnowa, starsza córka Fiodora
- 1978: Bliska odległość – jako Anna Władimirowna Talinkowa, dyrektorka sowchozu[a]
- 2007: Smiersz – jako Matka Muchasji, członka grupy przestępczej